# Comitetul Electrotehnic Român
Comitetul Electrotehnic Român este o asociație profesională științifică, persoană juridică română de drept privat, fără scop patrimonial, apolitică și autonomă, reconfirmată în 1990 și care funcționează în conformitate cu prevederile legislative privind asociațiile și fundațiile.
Comitetul Electrotehnic Român desfășoară o activitate științifică autonomă, realizată de membrii asociației (ingineri, cercetători, cadre didactice, producători de produse electrice, utilizatori, specialiști în domeniul electrotehnic etc.) în domeniile electrotehnică, electronică, automatizări, tehnologia informației, energetică, materiale electroizolante, componente și subansambluri ale produselor electrice, tehnologii electrice, calitate etc.

## Istoric
Comitetul Electrotehnic Român a fost înființat în 4 ianuarie 1927, afiliat imediat la Comisiunea Electrotehnică Internațională (CEI) de la Londra, reprezentând al 27-lea stat membru, alături de celelalte țări deja înscrise: Anglia, Argentina, Australia, Austria, Belgia, Brazilia, Canada, Cehoslovacia, Chile, Danemarca, Elveția, Franța, Germania, Olanda, Indiile engleze, Italia, Japonia, Mexico, Norvegia, Polonia, Rusia, Spania, Statele Unite ale Americii, Suedia, Ungaria, Uruguay.
Hotărârea ca România să devină membră CEI a fost luată în ședința Consiliului de administrație al Institutului Național Român pentru Studiul Amenajării și Folosirii Izvoarelor de Energie - IRE, din 18 noiembrie 1926, condus la acel moment de Constantin D. Bușilă.
Adunarea de constituire a stabilit următorul birou de conducere: Dragomir Hurmuzescu - președinte (1927), Nicolae Vasilescu Karpen - președinte (1928), Constantin D. Bușilă - vicepreședinte, Constantin Budeanu - membru, Dimitrie Leonida - membru, Plautius Andronescu - membru, ing. Harlat - secretar.